# Бодуен де Куртене Ромуальда Ромуальдівна
Ромуальда (Яніна) Ромуальдівна Бодуен де Куртене (пол. Romualda Baudouin de Courtenay), уроджена Багницька (пол. Bagnicka; 1857—1935) — польська лікарка, письменниця та історикиня.

## Біографія
Народилася в с. Олександрівка на Чигиринщині. У числі перших вступила в 1878 році на Бестужевські курси з історико-філологічного відділення. Закінчивши курс, одружилася з лінгвістом Іваном Бодуеном де Куртене. Надрукувала польською ряд історичних етюдів: «Korespondencja poufna ex-agenta dyplomatycznego z damą 1813—1819» (Краків, 1886), «Nowe materyały do dziejów Kościuszki» (Краків, 1889) та і

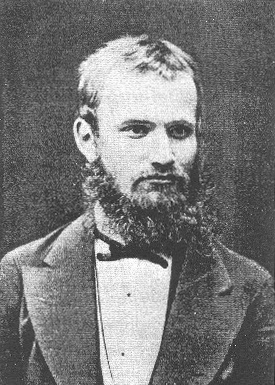
Чоловік письменниці І. Бодуен де Куртене

У журналах і газетах «Prawda» (Варшава), «Kraj» (СПб.), «Kurjer codzienny» (Варшава), «Nowa Reforma» (Краків), «Czas» (Краків), у збірнику «Charitas» (СПб., 1894), у лужицькому журналі «Łužica» (Бауцен або Будишин) та ін. з'явилися в 1880-х і 1890-х роках її новели, оповідання, спогади, кореспонденції і критичні статті. Протягом кількох років (1893—1900) друкувалися в газеті «Kraj» (Санкт-Петербург) під псевдонімами Świadek і Niczyj, звертали на себе увагу її огляди політичного, суспільного та мистецького життя Кракова і Галичини. В тій же газеті вона поміщала з 1901 р. щорічні звіти щодо мистецького життя і виставок СПб.
Характеристиці політичних діячів Галичини (Стояловського, Дашинського, Бойко, Стапинського і Леваковського) присвячені «Sylwetki polityki polityczne» (Краків, 1897). Російською мовою статті Бодуен де Куртене з'явилися ще з 1878—1881 рр. у різних газетах: у «Північному Віснику» (Санкт-Петербург, 1893, про «Елізу Ожешко»), у «Віснику Знання». Окремо видана в обробці Бодуен де Куртене книга «Історія Польщі». З 1905 по 1911 роки в органах, що захищали спеціально інтереси жіночої рівноправності («Ster» у Варшаві, «Союз Жінок» у Санкт-Петербурзі), Бодуен де Куртене друкувала статті з жіночого питання. Бере діяльну участь у боротьбі проти алкоголізму. З самого виникнення чеського журналу «Slovanský přehled» (Адольфа Чорного) Бодуен де Куртене була його постійною кореспонденткою і співробітницею.

### Родина
- Чоловік — Іван Олександрович Бодуен де Куртене (1845—1929), російський і польський лінгвіст[2].
- Діти:
  - Цезарія Бодуен де Куртене Еренкройц Енджеевичева (при народженні Цезарія Іванівна Бодуен де Куртене, 1885—1967) — польський історик мистецтва, антрополог. Була одружена з Максом Фасмером, Стефаном Еренкройцем, Янушем Єнджеєвичем.
  - Софія Іванівна Бодуен де Куртене (1887—1967), російська і польська художниця[2].
  - Свентослав Бодуен де Куртене (пол. Świętosław Baudouin de Courtenay, 1888—?), юрист, дипломат.
  - Евеліна Іванівна Малаховська-Лемпицька (пол. Ewelina Małachowska-Łempicka, до шлюбу Бодуен де Куртене, 1892—1984), польська історик.
  - Марія Кересант-Виснєвська (пол. Maria Kieresant-Wiśniewska, до шлюбу Бодуен де Куртене, 1897—1945).